# ماربوفلوكساسين
ماربوفلوكساسين Marbofloxacin هو مضاد حيوي من زمرة الكوينولون يصنف من الجيل الثالث.
يستخدم في الطب البيطري بالمشاركة مع الكلوتريمازول والديكساميتازون. لعلاج العدوى التي تصيب الجلد, الجهاز التنفسي, الغدد الثديية، والمسالك البولية في الكلاب والقطط, بعمل عن طريق تثبيط الدنا جيراز اللازم لتضاعف الدنا الجرثومي.

## النشاط
له نشاط جيد ضد العديد من سلبية غرام العصيات و المكورات، وهو فعال ضد:
- الإيروموناس
- البروسيلا
- العطيفة
- الكلاميديا
- الأمعائية
- إشريكية كولاي
- المستدمية
- الكليبسيلا
- المفطورة
- الميكوبلازما
- بروتيوس
- الزائفة الزنجارية
- السلمونيلا
- السراتية
- الشيغيلا
- المكورات العنقودية (بما في ذلك إنتاج بنسليناز وسلالات مقاومة للميثيسيلين)
- ضمة
- اليرسنية

## الاستعمال الطبي
الحالات المتقدمة من مرض السومار، التي تكون غالباً مصحوبة بوجود التهاب في منطقة الإصابة: علاج هذه الحالة يتم باستخدام الماربوفلوكساسين
ماربوفلوكساسين يمكن استخدامها على حد سواء عن طريق الفم وبشكل موضوعي. يستخدم بشكل خاص لعدوى الجلد، الجهاز التنفسي و الغدة الثديية في الكلاب والقطط، وكذلك مع المسالك البولية الالتهابات. للكلاب، وتتراوح جرعة 2.75 - 5.5 nbsp؛ ملغ / كغ مرة واحدة يوميا. مدة العلاج عادة ما لا يقل عن خمسة أيام، لفترة أطول إذا كان هناك فطرية أو الخميرة العدوى المتزامنة.

## آلية العمل
يَعملُ الدانوفلوكساسين على قَتل الجَراثيم التي تُسبِّب العدوى. ويفعل ذلك عن طريق تثبيط إنزيم يُسمَّى غيراز gyrase الحمض النَّووي الجُرثومي. ويشارك هذا الإنزيمُ في تكرُّر وإصلاح المادَّة الوراثيَّة (الدي أن إيه DNA) للجَراثيم؛ فإذا كان هذا الإنزيمُ لا يعمل، لا يمكن للجَراثيم إعادةَ إصلاح نفسها أو الانقسام والتَّكاثر، وبهذا يكافح الدَّواءُ العدوى الجُرثوميَّة ويُوقفها.

## وصلات خارجية
- vetpharm.unizh.ch نسخة محفوظة 7 يوليو 2011 على موقع واي باك مشين.